# Teodor Martyniuk
Teodor Martyniuk MSU (ur. 1 lutego 1974 w Jaremczu, jako Taras Martyniuk) – ukraiński biskup katolicki Ukraińskiego Kościoła Greckokatolickiego, w latach 2015–2024 eparcha pomocniczy tarnopolsko-zborowski, arcybiskup metropolita tarnopolsko-zborowski od 2024.

## Życiorys
Chirotonię otrzymał 20 stycznia 2000 z rąk biskupa Juliana Gbura jako członek zakonu studytów. Pracował w klasztorach w Uniowie i Lwowie. W 2005–2010 doktoryzował się na Papieskim Instytucie Wschodnim, a po powrocie do kraju objął urząd igumena monasteru w Uniowie.
Został wybrany biskupem pomocniczym tarnopolsko-zborowskim. 12 marca 2015 papież Franciszek zatwierdził ten wybór i nadał mu stolicę tytularną Mopta. Chirotonii udzielił mu 22 maja 2015 arcybiskup Światosław Szewczuk.
Synod biskupów Ukraińskiego Kościoła Greckokatolickiego wybrał go arcybiskupa metropolitę tarnopolsko-zborowskiego. 17 października 2024 papież Franciszek zatwierdził ten wybór.